# Dianthus serotinus
Dianthus serotinus är en nejlikväxtart som beskrevs av Franz de Paula Adam von Waldstein-Wartemberg och Kit. Dianthus serotinus ingår i släktet nejlikor, och familjen nejlikväxter. Inga underarter finns listade i Catalogue of Life.

## Bildgalleri

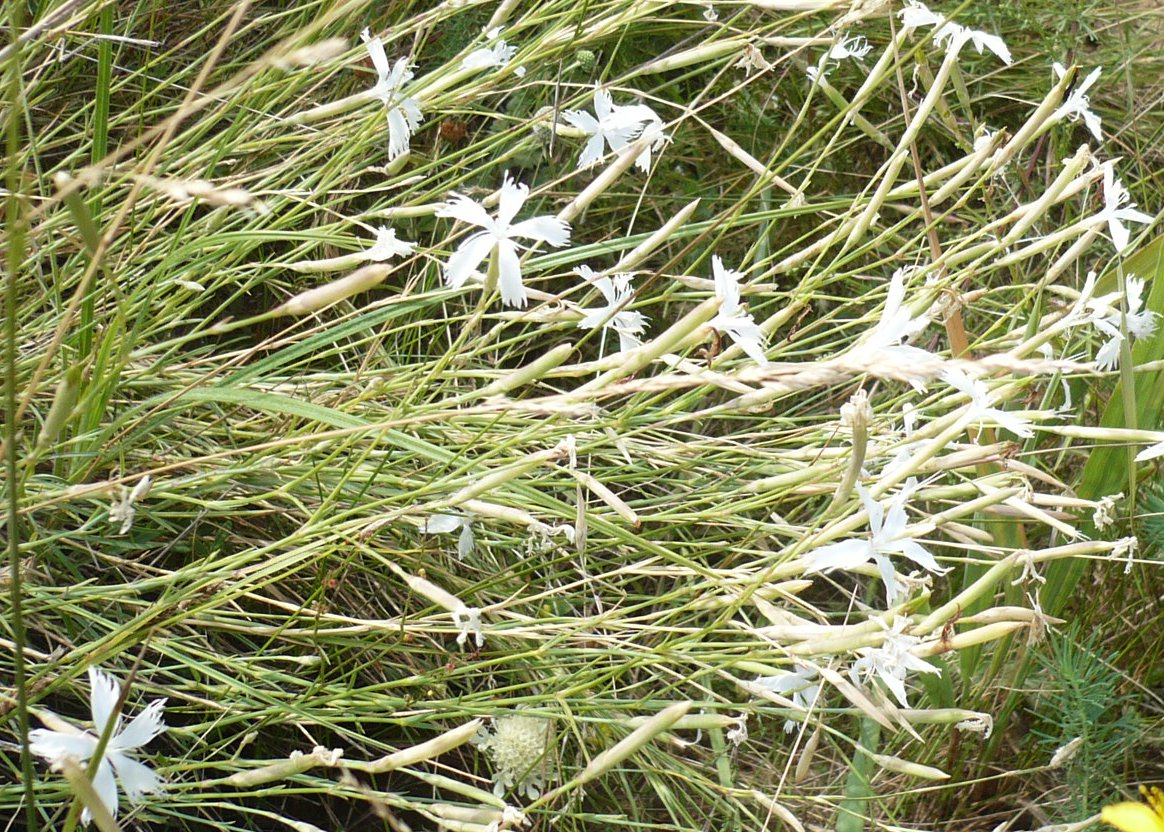
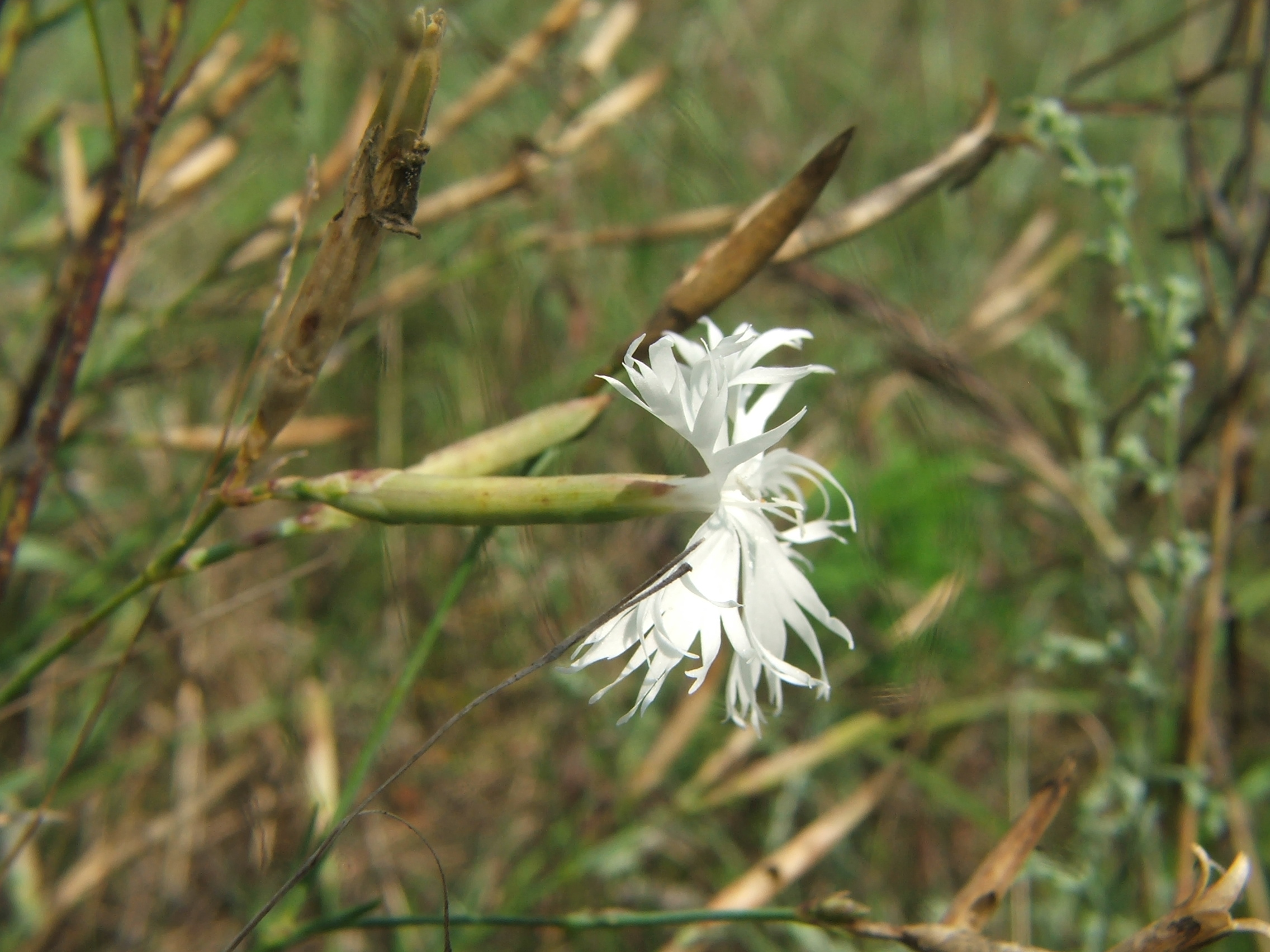
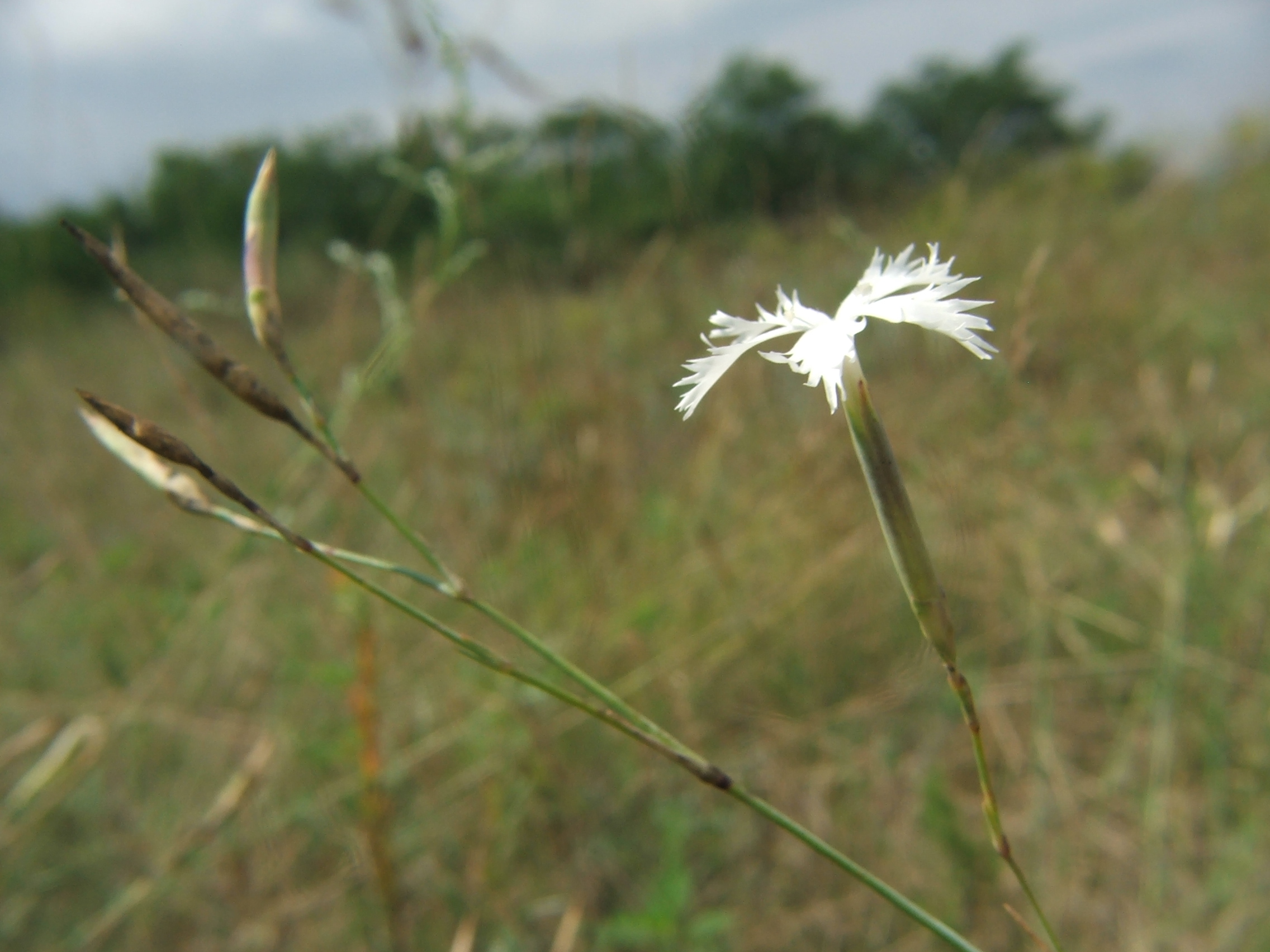
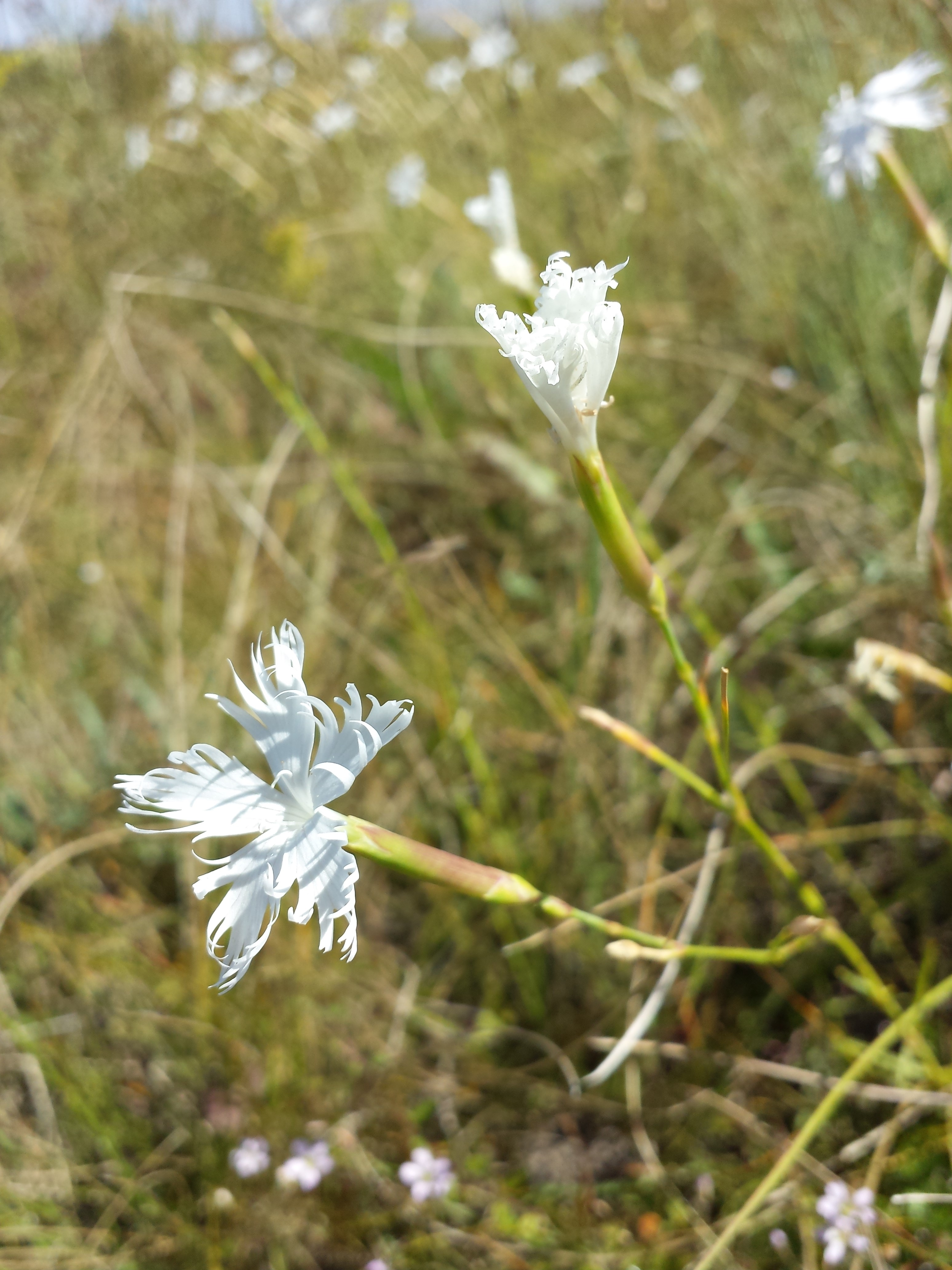
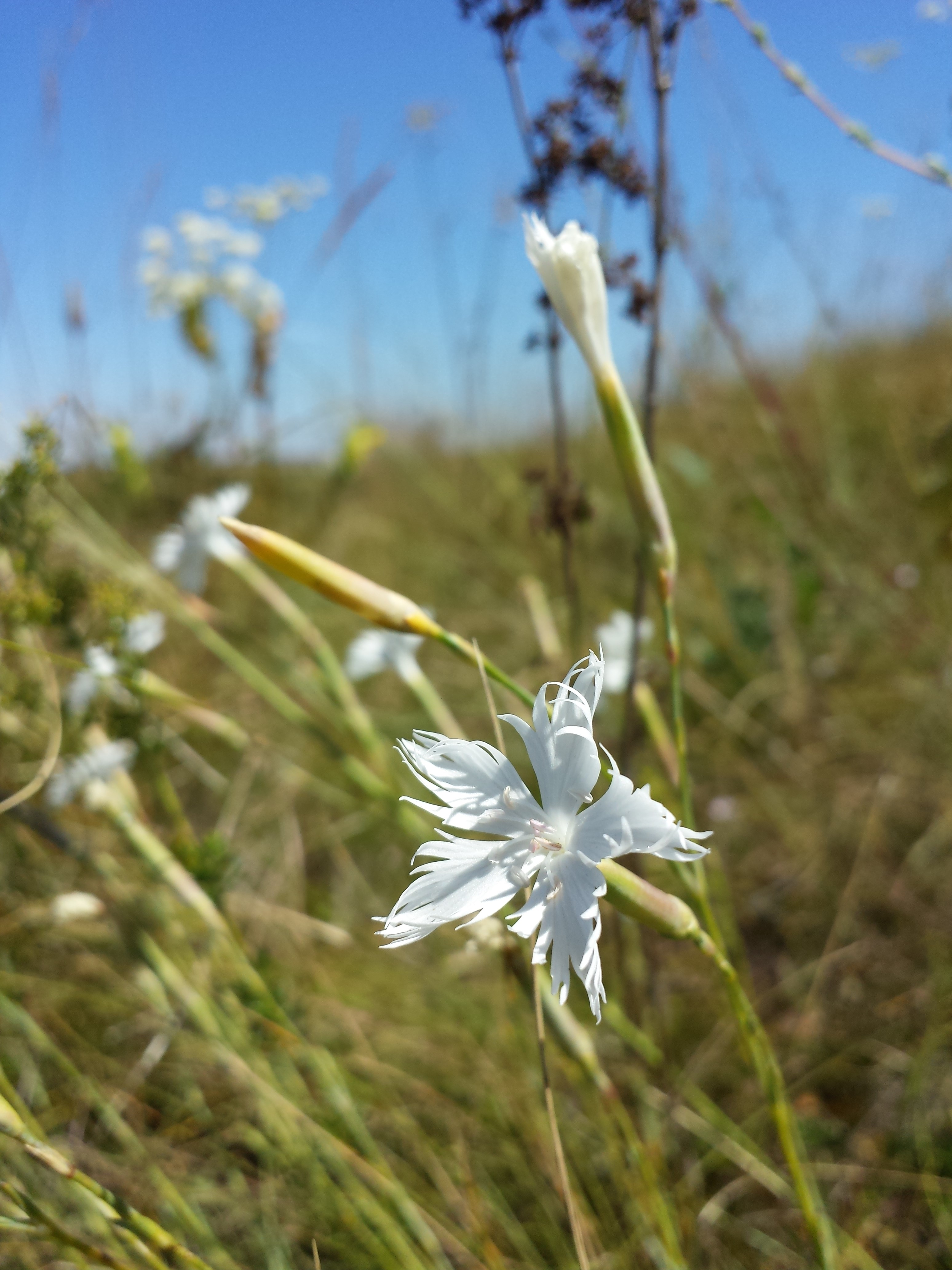
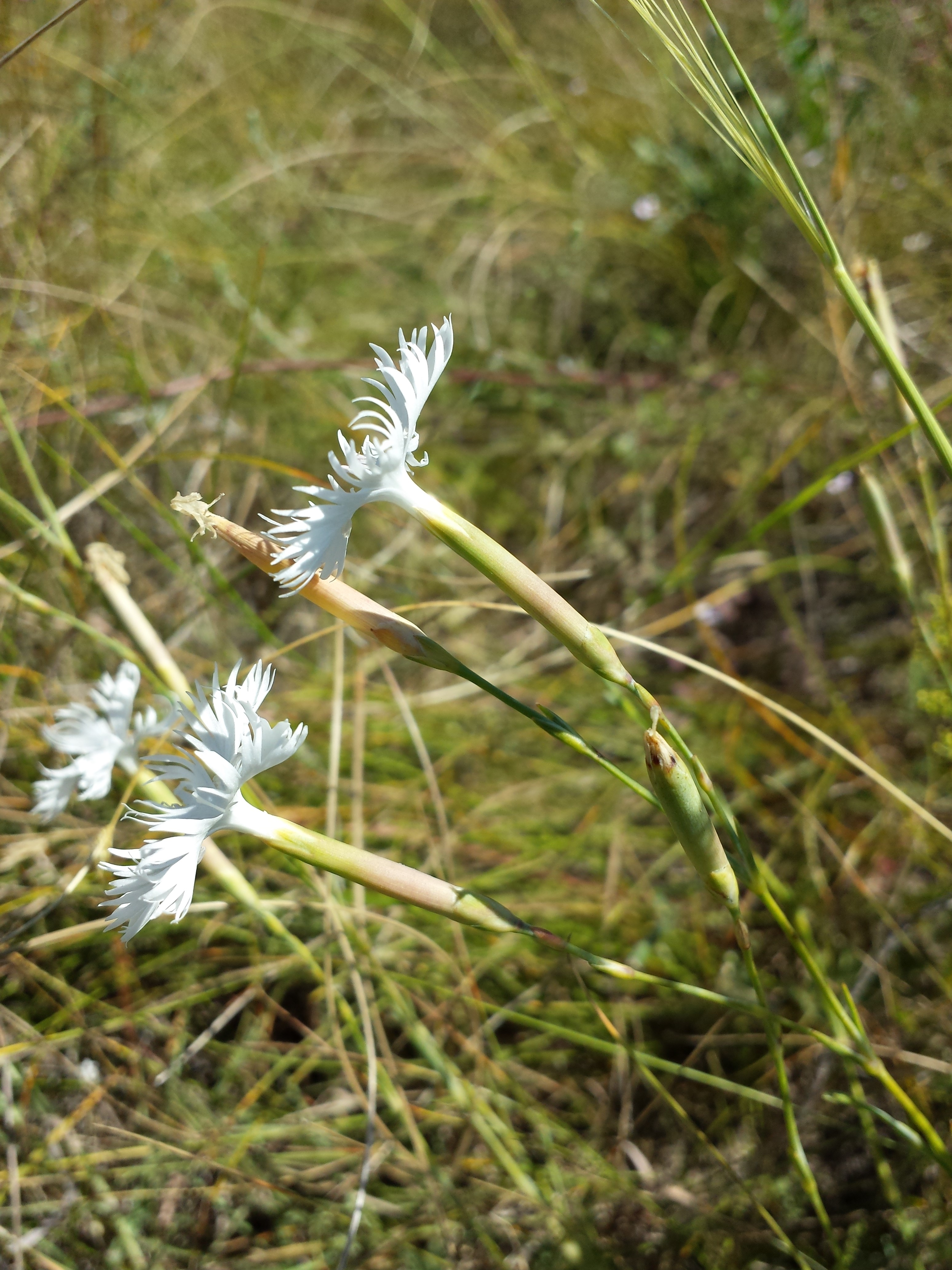